# Marthin Nielsen
Marthin Hamlet Nielsen (ur. 17 stycznia 1992) – norweski zapaśnik walczący w stylu klasycznym oraz zawodnik MMA. Czterokrotny uczestnik mistrzostw świata, zajął ósme miejsce w 2015. Brązowy medalista mistrzostw Europy w 2014. Mistrz nordycki w 2015. Trzeci na MŚ juniorów w 2012 roku.

## Lista zawodowych walk w MMA[2]
| Wynik     | Bilans | Przeciwnik (bilans przed walką) | Rozstrzygnięcie                      | Runda | Czas | Rozgrywki                       | Data       | Miejsce          | Uwagi                                                              |
| --------- | ------ | ------------------------------- | ------------------------------------ | ----- | ---- | ------------------------------- | ---------- | ---------------- | ------------------------------------------------------------------ |
| Przegrana | 12-5   | Impa Kasanganay (13-3)          | TKO (ciosy pięściami)                | 1     | 2:24 | PFL 7: 2023 Playoffs            | 04.08.2023 | San Antonio      | Playoffy sezonu regularnego PFL 2023 w wadze półciężkiej           |
| Wygrana   | 12-4   | Sam Kei (8-7)                   | Decyzja (jednogłośna)                | 3     | 5:00 | PFL 4: 2023 Regular Season      | 08.06.2023 | Atlanta          | Playoffy sezonu regularnego PFL 2023 w wadze półciężkiej           |
| Wygrana   | 11-4   | Mohammad Fakhreddine (15-4)     | Poddanie (face crank)                | 1     | 1:05 | PFL 1: 2023 Regular Season      | 01.04.2023 | Las Vegas        | Playoffy sezonu regularnego PFL 2023 w wadze półciężkiej           |
| Wygrana   | 10-4   | Cory Hendricks (9-4)            | Decyzja (niejednogłośna)             | 3     | 5:00 | PFL 7: 2022 Playoffs            | 05.08.2022 | Nowy Jork        |                                                                    |
| Przegrana | 9-4    | Josh Silveira (8-0)             | TKO (kopnięcie na głowę i kolana)    | 1     | 3:27 | PFL 4: 2022 Regular Season      | 17.06.2022 | Atlanta          | Playoffy sezonu regularnego PFL 2022                               |
| Wygrana   | 9-3    | Teodoras Aukštuolis (11-5)      | Decyzja (jednogłośna)                | 3     | 5:00 | PFL 2022 #1: Regular Season     | 20.04.2022 | Arlington        | Playoffy sezonu regularnego PFL 2022                               |
| Przegrana | 8-3    | Antônio Carlos Júnior (12-5)    | Poddanie (duszenie zza pleców)       | 1     | 3:49 | PFL 2021 #10: Championships     | 27.10.2021 | Fort Lauderdale  | Finał PFL 2021 turnieju w wadze półciężkiej                        |
| Wygrana   | 8-2    | Cezar Ferreira (14-9)           | TKO (kontuzja uda)                   | 1     | 0:13 | PFL 2021 #9: Playoffs           | 27.08.2021 | Atlantic City    | Playoffy sezonu regularnego PFL 2021 - turniej w wadze półciężkiej |
| Przegrana | 7-2    | Cory Hendricks (7-3)            | Poddanie (duszenie zza pleców)       | 3     | 4:09 | PFL 2021 #5: Regular Season     | 17.06.2021 | Atlantic City    | Playoffy sezonu regularnego PFL 2021 - turniej w wadze półciężkiej |
| Wygrana   | 7-1    | Dan Spohn (18-7)                | Poddanie (duszenie trójkątne rękoma) | 2     | 0:50 | PFL 2021 #2: Regular Season     | 29.04.2021 | Atlantic City    | Playoffy sezonu regularnego PFL 2021 - turniej w wadze półciężkiej |
| Wygrana   | 6-1    | Prince Aounallah (14-10)        | Decyzja (jednogłośna)                | 3     | 5:00 | Superior Challenge 20           | 07.12.2019 | Sztokholm        |                                                                    |
| Przegrana | 5-1    | Modestas Bukauskas (8-2)        | TKO (ciosy pięsciami)                | 4     | 3:56 | Cage Warriors 106               | 29.06.2019 | Londyn           | Pojedynek o pas mistrzowski Cage Warriors w wadze półcieżkiej      |
| Wygrana   | 5-0    | Łukasz Parobiec (13-8-1)        | Decyzja (jednogłośna)                | 3     | 5:00 | Cage Warriors Academy Denmark 2 | 15.12.2018 | Frederikshavn    |                                                                    |
| Wygrana   | 4-0    | Jack Rolinski (1-2)             | Poddanie (duszenie trójkątne rękoma) | 1     | ?    | Cage Warriors Academy Denmark 1 | 22.09.2018 | Nykøbing Falster |                                                                    |
| Wygrana   | 3-0    | Koray Cengiz (5-2)              | TKO (ciosy pięściami)                | 1     | 2:45 | Superior Challenge 17           | 19.05.2018 | Sztokholm        |                                                                    |
| Wygrana   | 2-0    | Hassen Rahat (3-1)              | Poddanie (duszenie trójkątne rękoma) | 1     | 2:20 | Superior Challenge 16           | 02.12.2017 | Sztokholm        |                                                                    |
| Wygrana   | 1-0    | Zvonimir Kralj (1-2)            | KO (cios pięścią)                    | 2     | ?    | Superior Challenge 15           | 01.04.2017 | Sztokholm        | Debiut w MMA                                                       |